# الرجاد العليا (المخادر)

تعديل مصدري - تعديل

الرجاد العليا محلة تابعة لقرية الرجاد، التابعة لعزلة السحول بمديرية المخادر إحدى مديريات محافظة إب في الجمهورية اليمنية، بلغ تعداد سكانها 281 حسب تعداد اليمن لعام 2004.